# Harry Saltzman
Harry Saltzman (né Israel Harris Saltzman) est un producteur et scénariste canadien né le 29 octobre 1915 à Sherbrooke (Québec, Canada), mort le 28 septembre 1994 à Paris (France).
Il a notamment produit les neuf premiers films de la série James Bond en partenariat avec Albert R. Broccoli. En 1974, en raison d'importantes difficultés financières, il fut contraint de vendre les droits de la franchise au studio United Artists. 

## Biographie
Harry Saltzman est né à Sherbrooke le 29 octobre 1915. Il est le fils de Abraham Saltzman et de Dora Horstein.
En 1942, il signe avec la troupe Fanchon and Marco qui lui sert d'agent afin de décrocher des rôles dans des films

## Filmographie

### comme producteur
- 1956 : Whisky, vodka et jupon de fer (The Iron Petticoat)
- 1958 : Les Corps sauvages (Look Back in Anger)
- 1960 : Le Cabotin (The Entertainer)
- 1960 : Samedi soir, dimanche matin (Saturday Night and Sunday Morning)
- 1962 : James Bond 007 contre Dr No (Dr. No)
- 1963 : Appelez-moi chef (Call Me Bwana)
- 1963 : Bons baisers de Russie (From Russia with Love)
- 1964 : Goldfinger
- 1965 : E venne un uomo
- 1965 : Ipcress - Danger immédiat (The Ipcress File)
- 1965 : Opération Tonnerre (Thunderball)
- 1965 : Falstaff (Campanadas a medianoche)
- 1966 : Mes funérailles à Berlin (Funeral in Berlin)
- 1967 : Welcome to Japan, Mr. Bond (TV)
- 1967 : On ne vit que deux fois (You Only Live Twice)
- 1967 : Un homme de trop (coproducteur)
- 1967 : Un cerveau d'un milliard de dollars (Billion Dollar Brain)
- 1968 : Enfants de salauds (Play Dirty)
- 1969 : La Bataille d'Angleterre (Battle of Britain)
- 1969 : Au service secret de Sa Majesté (On Her Majesty's Secret Service)
- 1970 : Nijinsky: Unfinshed Project
- 1970 : Toomorrow
- 1971 : Les diamants sont éternels (Diamonds Are Forever)
- 1973 : Avril rouge (Days of Fury)
- 1973 : Vivre et laisser mourir (Live and Let Die)
- 1974 : L'Homme au pistolet d'or (The Man with the Golden Gun)
- 1980 : Nijinski de Herbert Ross
- 1988 : Le Temps des Gitans (Dom za vesanje)